# Sangoense
El Sangoense o sangoenense es el nombre que le han dado los arqueólogos a una cultura prehistórica del África central y occidental y que parece ser heredera de la tradición achelense africana durante la Edad intermedia de la piedra. Para algunos especialistas podría paralelizarse con el inicio del Musteriense europeo, aunque con sensibles diferencias (distintos tipos humanos y distinta tradición lítica).
El nombre de la cultura deriva del yacimiento epónimo de Sango Bay, situado en la orilla occidental del lago Victoria (Uganda) donde este tipo de cultura fue identificada a través de su industria lítica en 1920.
El Sangoense suele paralelizarse con la fase pluvial Kamasiense, perdurando hasta el inicio del Gambliense. El yacimiento de Kalambo Falls, en Zambia, contiene una secuencia con estratos sangoenses datables entre los 100 000 y los 80 000 años de antigüedad, pero esta industria podría remontarse más allá de los 200 000 años de antigüedad y sus fases finales podrían ser contemporáneas del Stillbayense, hasta hace unos 40 000 años.
Los utensilios más característicos del Sangoense son piezas sobre lasca, siendo conocido el método Levallois; pero también hay útiles masivos, macrolíticos, es decir, de gran tamaño: como piezas bifaciales, picos, rabots y hachas, a menudo triangulares. Inicialmente esta industria se interpretó como una adaptación funcional a un medio de valles bajos con selva y sabana boscosa, pero esta idea actualmente se considera una simplificación puesta en duda por los descubrimientos de restos de esta misma cultura en Kenia (en tierras altas de pradera).